# Христинек, Карл Людвиг
Карл Лю́двиг Иога́нн Христи́нек (Ло́г(г)ин Заха́рович Кристи́нек) (нем. Carl Ludwig Johann Christineck; 1732 или 1733—1792 или 1794) — русский живописец немецкого происхождения, значительный портретист второй половины XVIII века.
Сын поселившегося в России арендатора, на протяжении всей жизни работал в Санкт-Петербурге. Руководил в 1761 году созданием подготовительного картона для мозаики «Полтавская баталия» мастерской М. В. Ломоносова. В 1785 получил звание назначенного в академики ИАХ за «Портрет матери». Тогда же ему была задана программа на звание академика — итогом работы стал «Портрет адъюнкт-ректора Ю. М. Фельтена» (ГРМ). Христинек исполнил конкурсный портрет в 1786 году, однако баллотирование не состоялось, и звание академика художник не получил.
Сестра художника — Регина Луиза, в замужестве Фридрикс, супруга банкира и богатого землевладельца Ивана Фридрикса. Их дальним потомком был приближённый императора Николая II, генерал от кавалерии граф Владимир Фредерикс. Художником был написан портрет сестры.

## Галерея

Примеры портретов
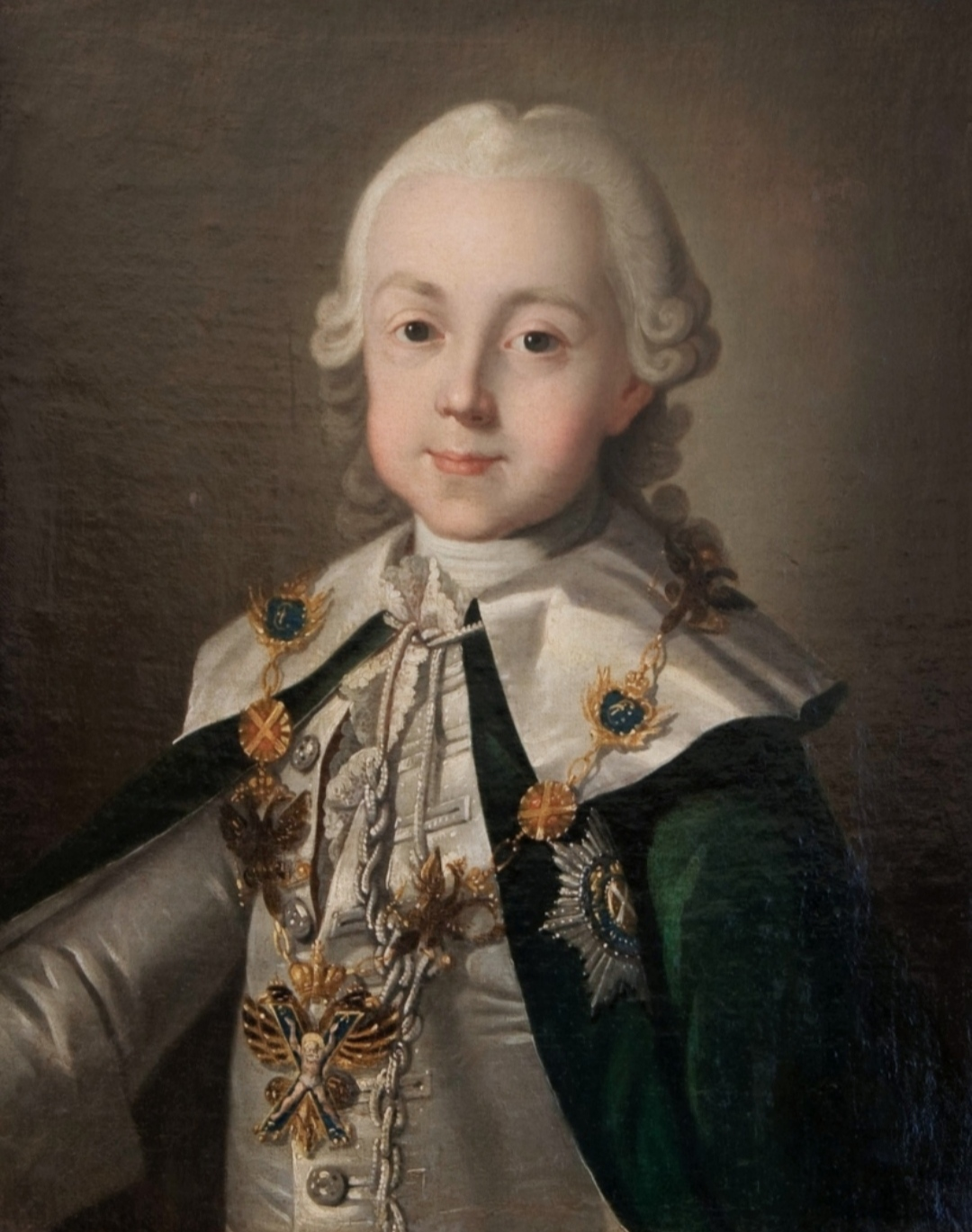
Портрет Его Императорского Высочества Государя Великого Князя Павла Петровича со знаками и в одеянии  кавалера ордена Апостола Андрея Первозванного. Самарский художественный музей.
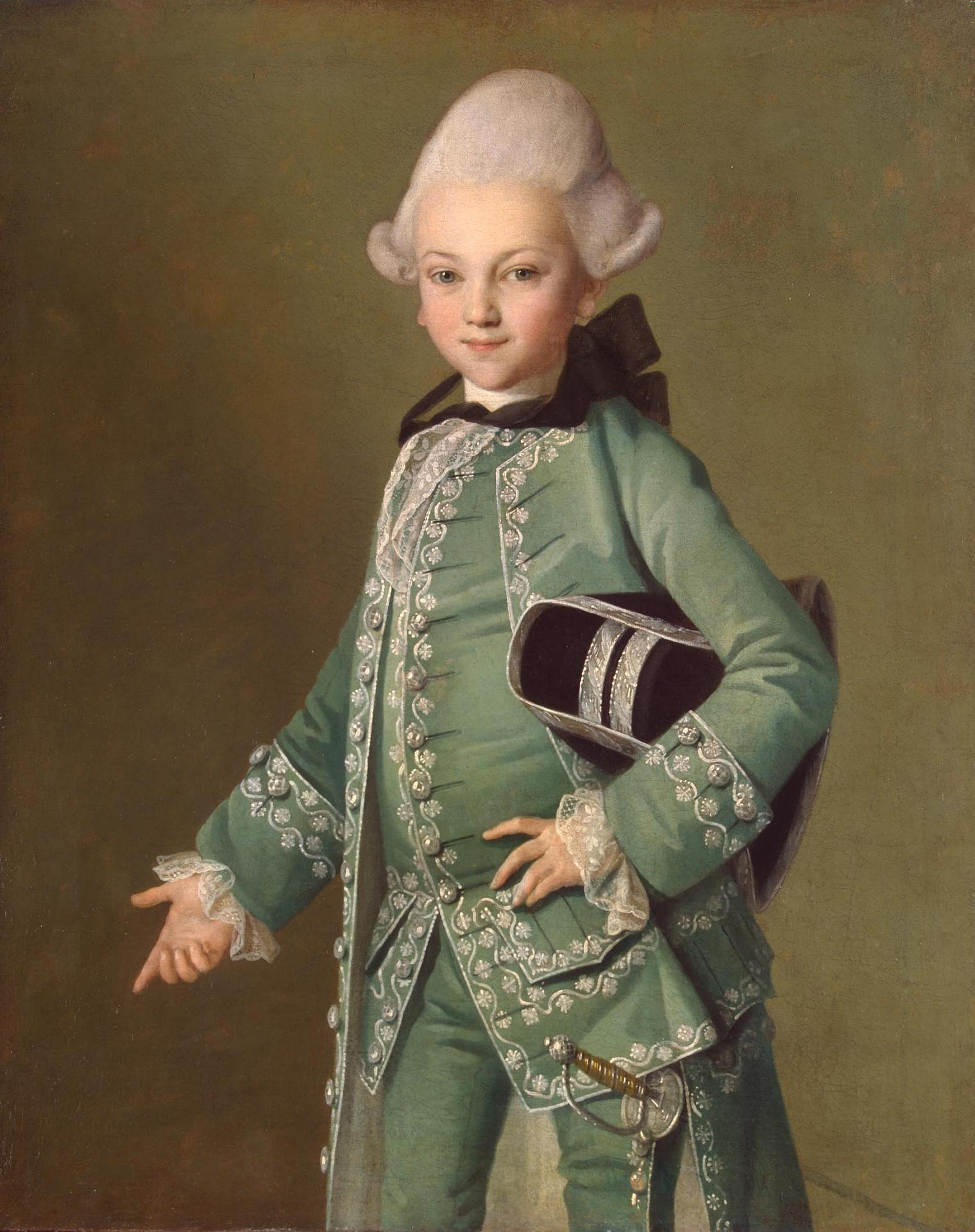
Портрет графа Алексея Бобринского, внебрачного сына Екатерины II (1769), Государственный Эрмитаж.
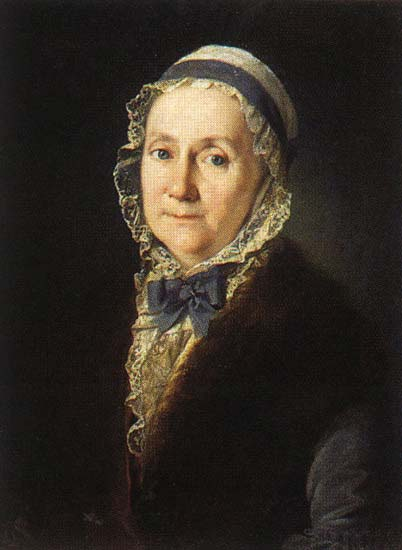
Портрет Терезы Ивановны Шнее, урождённой Шенгоф, прабабушки писателя Николая Греча,  (1777), Государственный Русский музей.
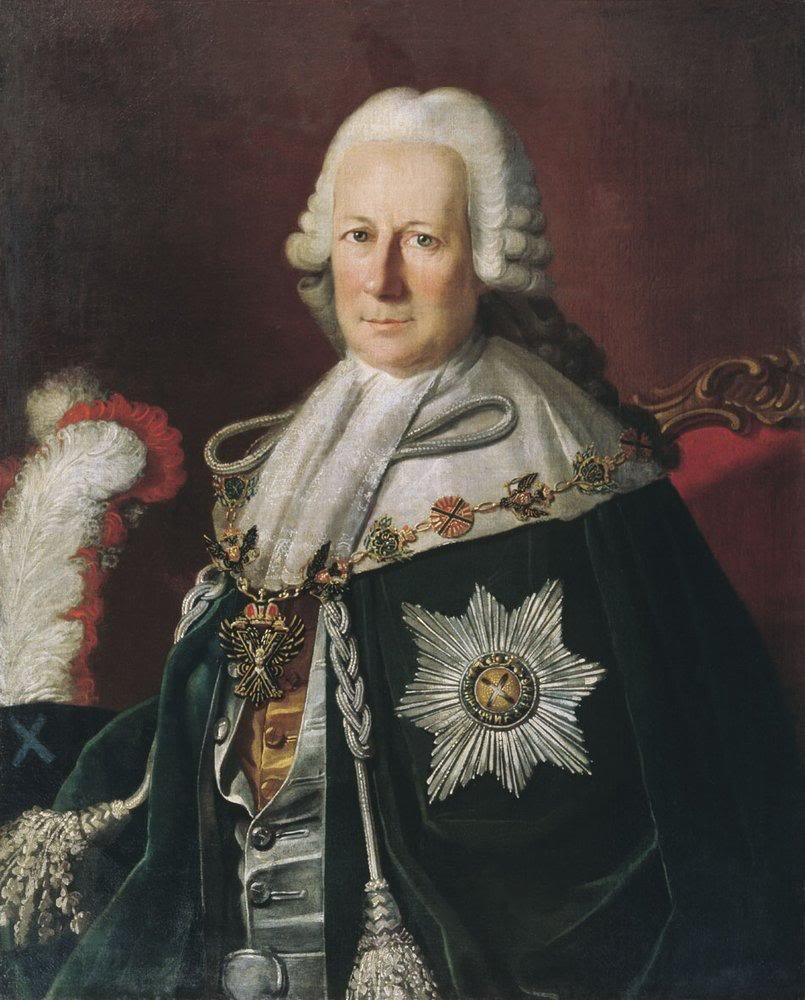
Портрет адмирала С. И. Мордвинова (1771).
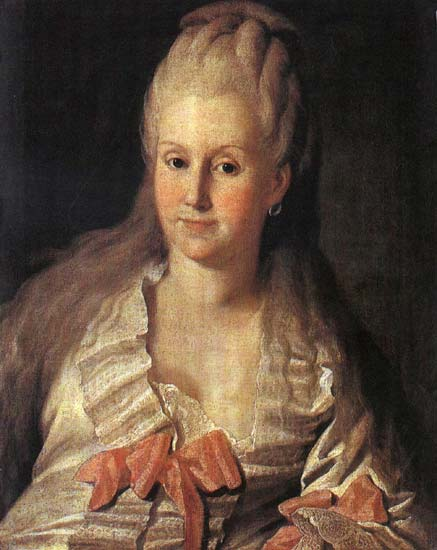
Портрет Анны Андреевны Муравьёвой, урождённой Волковой (1768), Государственная Третьяковская галерея.
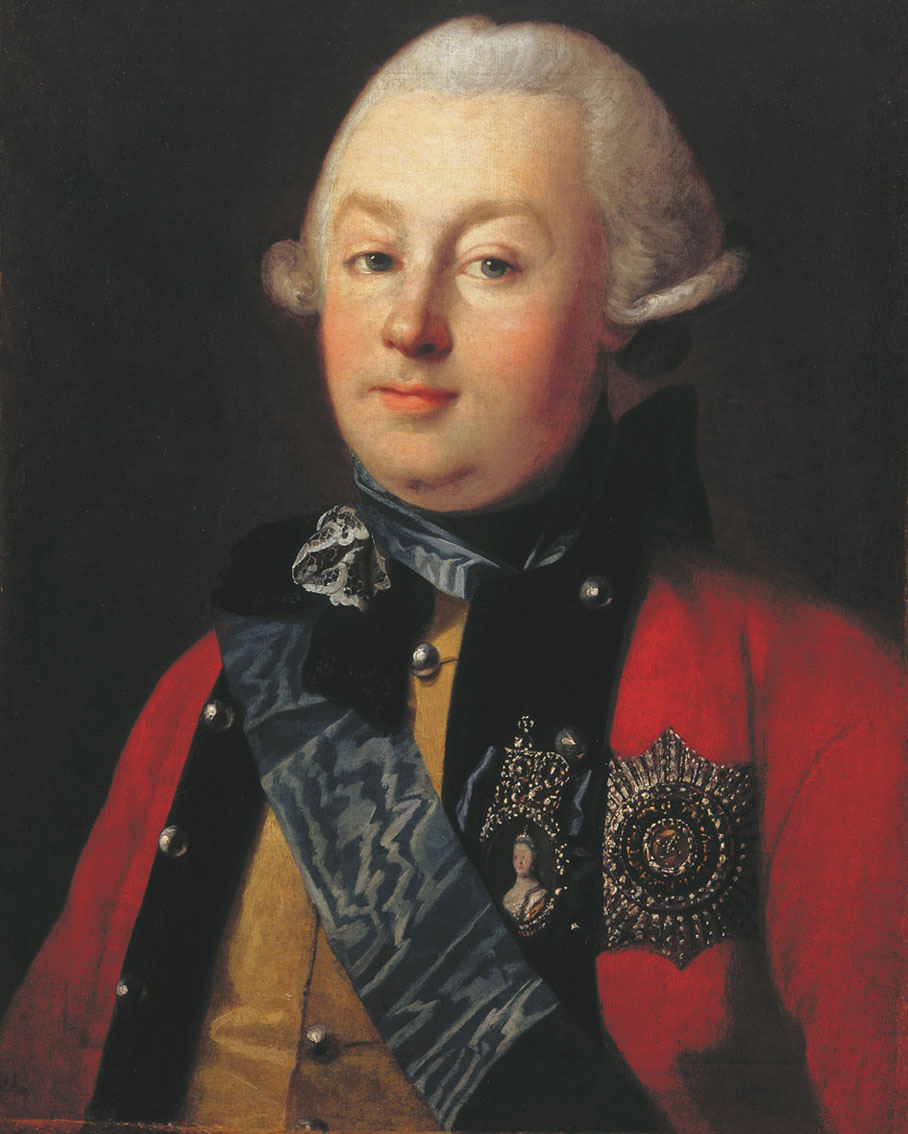
Портрет князя Григория Орлова (1768), Государственный Русский музей.
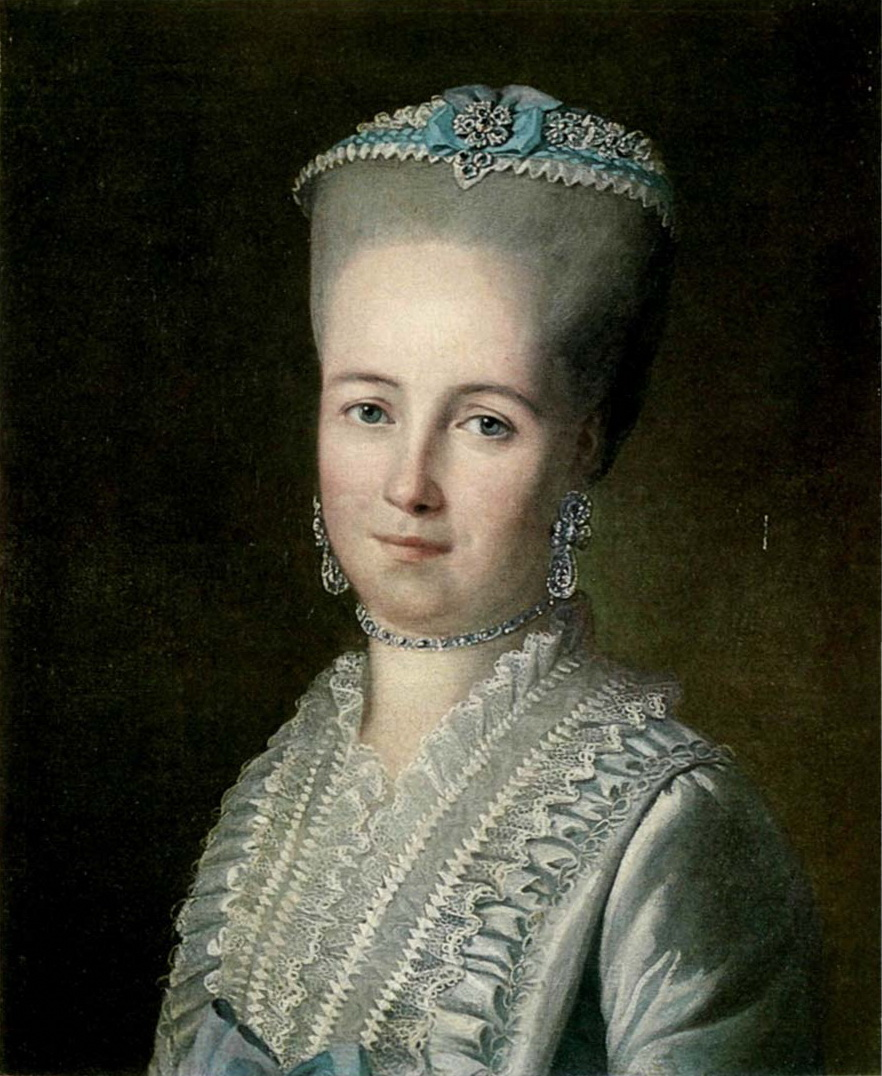
Портрет Регины-Луизы Христинек, сестры художника. Национальный музей Финляндии.